# Rimska dieceza
Rimska ali civilna dieceza  (latinsko dĭaecēsĭs, srednjeveško grško διοίκησις, latinizirano: dioíkesis, dob. 'upravljanje, uprava'), ena od upravnih enot poznega Rimskega cesarstva, ki je nastala v tetrarhiji. Dioceza je bila vmesna raven  državne uprave. Imela je več provinc in bila podrejena pretorijanski prefekturi.

## Zgodovina

### Civilne dieceze
Najzgodnejša raba izraza dieceza za upravno enoto se je začela na grško govorečem vzhodu cesarstva: ko so v Cicerovem času k provinci Kilikiji priključili okrožja Kibira, Apameja in Sinada, so za združeno ozemlje začeli uporabljati naziv dieceza, ki se je sicer uporabljal za davčna okrožja. 
V 290. letih je cesar Dioklecijan reorganiziral Rimsko cesarstvo in uvedel tetrarhijo. Obstoječe province je razdelil na manjše, bolj kompaktne in laže obvladljive enote, ki so močno povečale državno birokracijo. Nove province so bile na začetku grupirane v dvanajst diecez, ki so jih upravljali vikarji (latinsko vicarius, grško: dioeceseos). Dioceze same so bile grupirane v štiri velike prefekture, ki so jih upravljali vplivni civilni uradniki pretorijanski prefekti. V tetrarhičnem sistemu sta imela oba starejša cesarja (Augusti) svojega pretorijanskega prefekta. Največja dieceza, Vzhod (Oriens),  je imela šestnajst provinc, najmanjša, Britanija, pa samo štiri.
Ko se je sredi 4. stoletja ustanavljanje pretorijanskih prefektur končalo, so dieceze delovale kot vmesna raven upravljanja med provinco in prefekturo, četudi hierarhija ni bila toga: provincijalni guvernerji so se lahko prizivali neposredno pretorijanskemu prefektu ali celo cesarju in obratno. Na Zahodu so s  propadom rimske oblasti dieceze razpustili, na Vzhodu pa so se ohranile. 
Dieceze so po Justinijanovem mnenju postale neučinkovite, zato je v svoji veliki reformi v 530. letih večino diecez razpustil in okrepil moč provincijalnih guvernerjev. Takšno prakso je razširil tudi na ponovno osvojena ozemlja v Italiji in Afriki, kjer je na čelo provinc postavil pretorijanske prefekte.

### Vpeljava dieceze v cerkveno rabo
Ko je med 4. in 6. stoletjem upravna struktura cesarstva začela razpadati, so na zahodu cesarstva vlogo vikarjev prevzeli škofje. Senatorska aristokracija, zlasti provincijalna, je marsikje obdržala lokalno oblast in dopolnjevala cerkveno oblast. V pozni antiki se je politična moč pogosto preselila v verske urade regionalnih škofov. Prenos oblasti s civilnih uradnikov na cerkvene vodje je zaradi tesne povezanosti posvetne in cerkvene oblasti v cesarstvu potekal brez zapletov. Ozemlja cerkvene oblasti so praviloma sovpadala z ozemlji rimske civilne  uprave.
Katoliška in vzhodna pravoslavna cerkev sta pri opredeljevanju svojih upravnih struktur, enot in hierarhije privzeli tudi staro rimsko terminologijo in metode, tako da je delitev med posvetno in cerkveno oblastjo ponekod povsem izginila.
Tisoč let kasneje, ko je Osmansko cesarstvo osvojilo še zadnja ozemlja Bizantinskega cesarstva, se je proces z Zahoda ponovil na Vzhodu: po propadu bizantinskih civilnih struktur so politično vlogo prevzeli pravoslavni škofje. 
Mnogo antičnih diecez je kljub kasnejšim delitvam ohranilo meje, ki jih je začrtala davno izginula rimska državna uprava.

## Seznam diecez leta 305
V tetrarhiji je bilo leta 305 dvanajst diecez, sedem v Zahodnem in pet v Vzhodnem cesarstvu:

### Dieceze avgusta Zahoda
Avgust zahodnega dela cesarstva je imel sedež v Milanu in dieceze
- Panonija (diocesis Pannoniarum) s sedmimi provincami
- Italija (diocesis Italiciana) s tremi provincami
- Afrika (diocesis Africae) s šestimi provincami in Prokonzulsko Afriko pod upravo vikarja

### Dieceze cezarja Zahoda
Cezarju Zahoda, ki je imel sedež v Trieru, so bile podrejene dieceze
- Hispanija (diocesis Hispaniarum) s šestimi provincami
- Vienne (diocesis Viennensis) z osmimi provincami
- Galija (diocesis Galliarum) s sedmimi provincami
- Bretanija (diocesis Britanniarum) s štirimi provincami

### Dieceze avgusta Vzhoda
August vzhodnega dela Rimskega cesarstva je običajno prebival v Nikomediji. Njemu so pripadale diecese
- Vzhod  (diocesis Orientis) s sedemnajstimi provincami
- Pont (diocesis Pontica) s sedmimi provincami
- Azija (diocesis Asiana) s sedmimi provincami in Prokonzulsko Azijo pod upravo vikarja
- Trakija (diocesis Thraciae) s šestimi provincami

### Dieceze cezarja Vzhoda
Cezar vzhodnega dela Rimskega cesarstva je imel sedež v Sirmijumu. Njemu je pripadala dieceza
- Mezija (diocesis Moesiarum) z osmimi provincami in prokonzulska provinca Ahaja, ki je bila pod oblastjo vikarja